# فريدريك كريستيان فون هافن
فريدريك كريستيان فون هافن (بالدنماركية: Frederik Christian von Haven)‏ هو مستكشف دنماركي، ولد في 26 يونيو 1728 في Vester Skerninge ‏ في الدنمارك، وتوفي في 25 مايو 1763 في المخا في اليمن.